# Bona Tibertelli de Pisis
Bona Tibertelli de Pisis (* 12. September 1926 in Rom, Königreich Italien; † 25. August 2000 in Paris, Frankreich) war eine französische Autorin und Malerin mit italienischen Wurzeln. Ihre Bilder signierte sie meistens nur mit ihrem Vornamen Bona.

## Leben
De Pisis verbrachte ihre Kindheit und Jugend in Rom. Mit Unterstützung ihrer Lehrer konnte sie 1939 an das Istituto d’arte Venturi nach Modena wechseln. Bei Kriegsausbruch ging sie zurück nach Rom und blieb dort bis Kriegsende.
Ihr Onkel Filippo De Pisis, ein Mitglied des Novecento italiano, der zwischen 1925 und 1939 in Paris lebte, ebnete seiner Nichte den Weg, dass sie ab 1947 ebenfalls dort leben und arbeiten konnte. Über Jacqueline Lamba und André Breton bekam sie Anschluss an die Surrealisten und machte u. a. auch die Bekanntschaft des Schriftstellers André Pieyre de Mandiargues. Diesen heiratete sie am 2. Februar 1950 in Modena und hatte mit ihm eine Tochter. Am 14. März 1967 wiederholten sie ihre Eheschließung in Paris und zu dieser Zeit hatte De Pisis bereits die französische Staatsbürgerschaft.
Neben ihrem eigenen künstlerischen Werken stand sie immer wieder Modell für Künstlerkollegen, wie z. B. für Hélène Oettingen oder Man Ray. Als der Kunsthändler Heinz Berggruen 1947 in der Rue de l’université (7. Arrondissement) seine Galerie eröffnete, lernte er De Pisis kennen und bot ihr die Möglichkeit einer Ausstellung an, welche dann 1952 dann auch stattfinden konnte.
Ihr Ehemann Pieyre de Mandiargues starb 1991 in Paris und fand seine letzte Ruhestätte auf dem Friedhof Père-Lachaise (Division 13), de Pisis starb 2000 und wurde neben ihm beerdigt.

## Werke (Auswahl)
Bilder
- Autoportrait. 1968.
- Portrait d’André Pieyre de Mandiargues. 1968.
- Portrait d’Irène Lagut. 1974.
- Sybille dans l’atelier. 1983.
- Portrait d’Unica Zürn. 1986.
- Portrait d’André Breton. 1994.

Bücher
- La Cafarde. Mercure de Paris, Paris 1967.
- Surréalisme. Édition Lazar-Vernet, Paris 1970.
- La nuit dorée. Paris 1971.
- zusammen mit Francis Ponge: Parole peintes V. Édition Lazar-Vernet, Paris 1975 (illustriert von Eduardo Chillida, Joan Miró und Raoul Ubac)
- Bonaventure. Autobiografie. Stock, Paris 1977.
- Poèmes. Édition Fata Morgana, Paris 1988.